# Cyanocitta cristata
El arrendajo azul (Cyanocitta cristata), también denominado chara azul, urraca azul o azulejo, es una especie de ave paseriforme de la familia Corvidae propia de América del Norte.

## Descripción

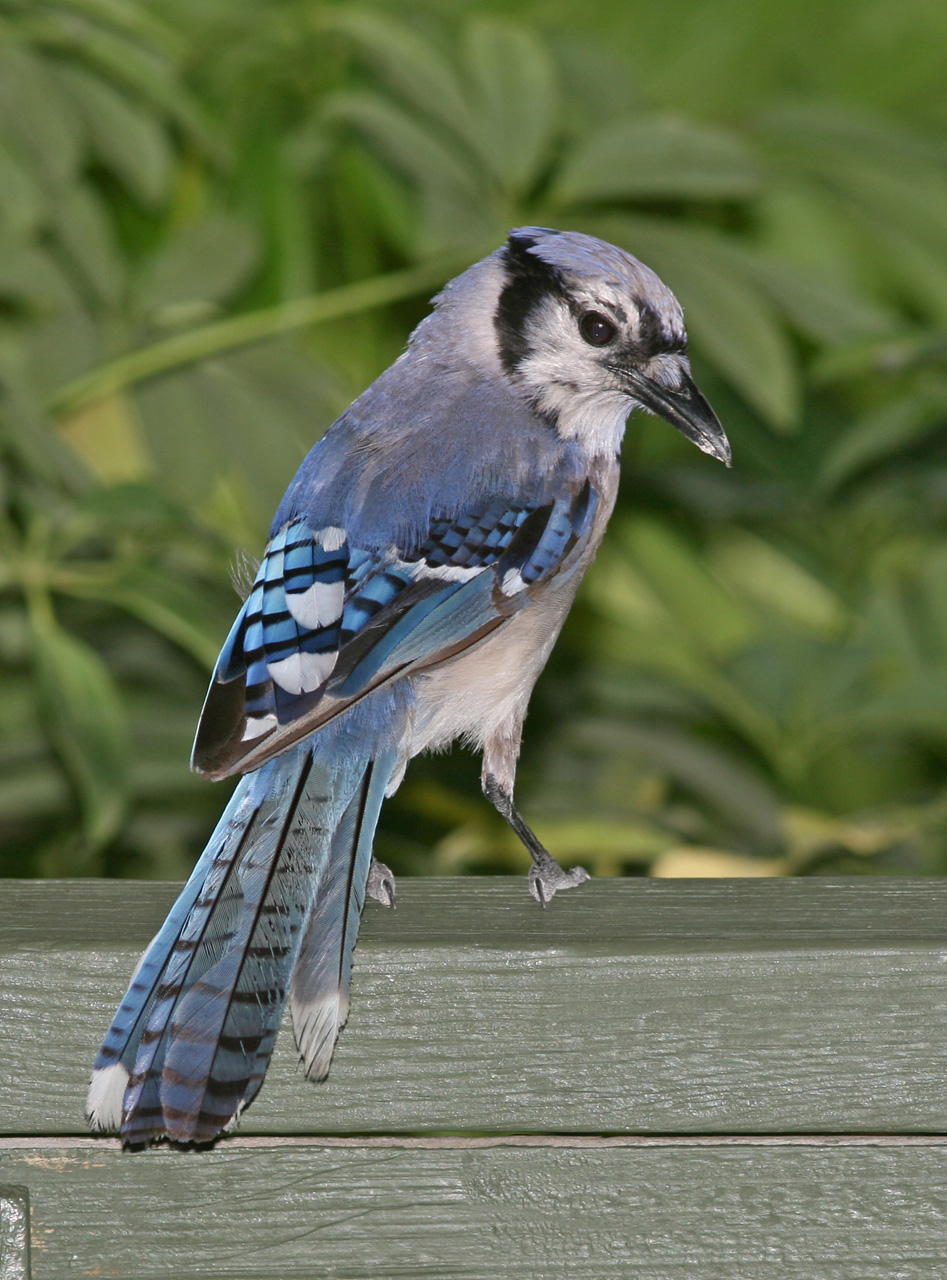

Su plumaje es predominantemente azul de medio cuerpo para arriba, de la cabeza a la cola. Tiene un penacho pronunciada. El color cambia a negro, celeste y con listas blancas en las rémiges y las caudales. Por debajo es blanco, con un collar negro alrededor del cuello y los lados de la cabeza, y con la cara blanca.
Como en otras aves azuladas, la coloración del pájaro azul no deriva de pigmentos, sino que es el resultado de la refracción de la luz debida a la estructura interna de las plumas; si se aplasta una de las plumas la coloración azul desaparece, pues la estructura ha sido destruida. Esto se llama coloración estructural.
El canto se parece al de otros córvidos en que es muy variado, pero el sonido más común es la voz de alarma, que es un grito ruidoso, casi como el de una gaviota. También emiten un agudo yaie-yaie, cuya frecuencia aumenta a medida que el ave se excita.

## Distribución
Ocupa gran parte del este de Norteamérica, desde Terranova hasta Florida, llegando por el suroeste de su distribución hasta Texas, y a Colorado por el noroeste. Al oeste de las Rocosas es reemplazado por el arrendajo de Steller.
Aunque el arrendajo azul por lo general permanece todo el año en su área de distribución, algunas poblaciones norteñas migran a la parte sur de la distribución en invierno (migran de día).

## Hábitat
Se encuentra sobre todo en bosques mixtos (que incluyen el haya americana y varias especies de roble), pero también es visible en parques y jardines de algunas ciudades.

## Comportamiento

### Alimentación
Busca su comida tanto en el suelo como en los árboles, y consume prácticamente todo tipo de alimentos vegetales y animales, tales como bellotas, hayucos, semillas de herbáceas, granos, frutos, bayas, cacahuetes, pan, carne, huevos y polluelos de otras aves, muchos tipos de invertebrados, basura de los parques y alimento para pájaros.
Su comportamiento agresivo en los cebaderos de pájaros, así como su mala reputación como destructor de nidos y huevos de otros pájaros han hecho que a menudo el arrendajo azul no sea bienvenido en muchos comederos por quienes los instalan. Su mala fama ha pasado a la literatura, como en la novela de Harper Lee Matar un ruiseñor.

### Reproducción

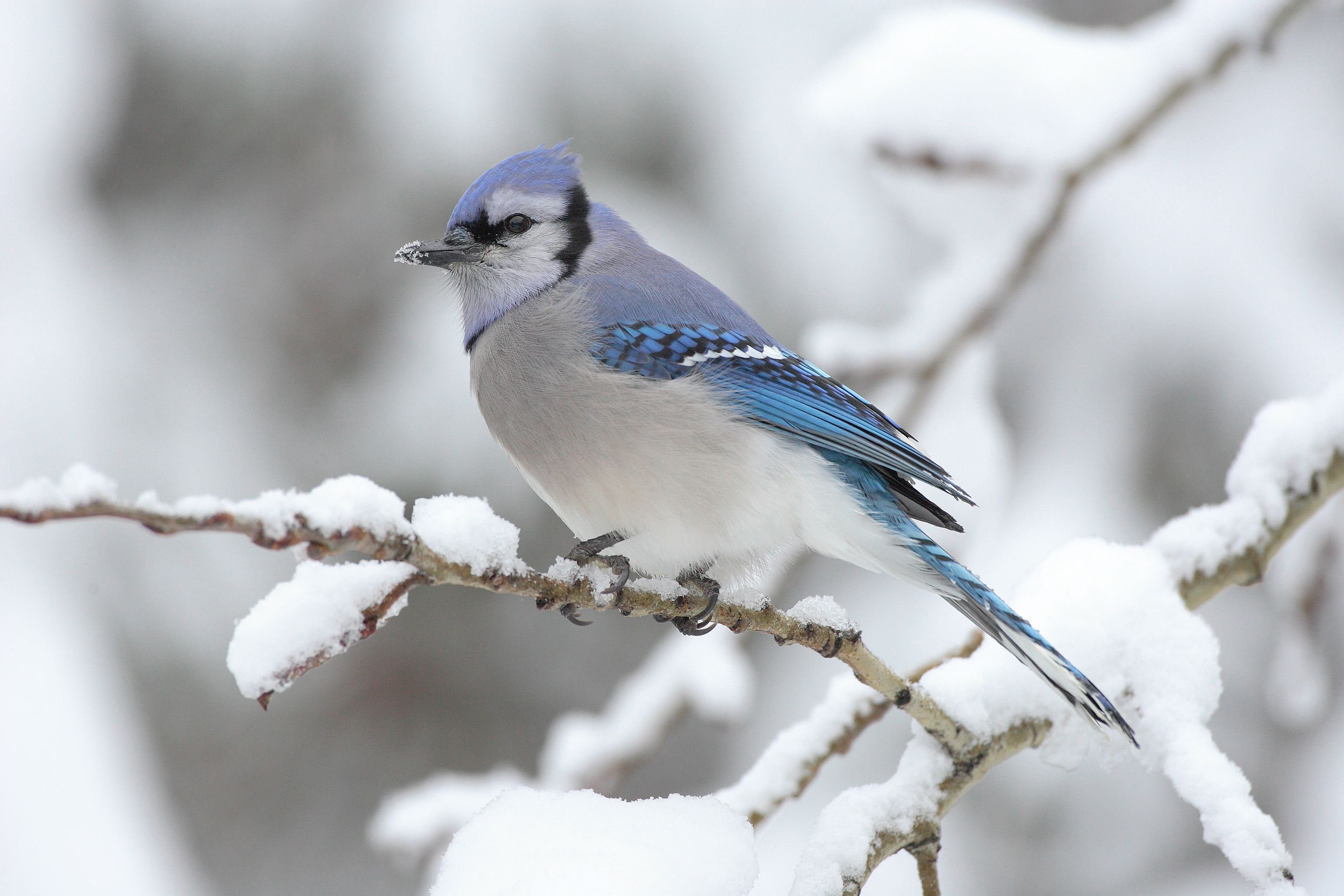
En el parque provincial Algonquin (Canadá).

Cualquier árbol o arbusto grande disponible les sirve para anidar. Hembra y macho colaboran en construir el nido y alimentar a la nidada, aunque solo la hembra empolla. La puesta suele ser de cuatro o cinco huevos y es incubada durante dieciséis a dieciocho días. Generalmente los polluelos vuelan entre los diecisiete y veintiún días.
Típicamente forman parejas monógamas de por vida.

## En la cultura popular
El personaje de Mordecai, de la serie Un show más de Cartoon Network, es un pájaro azul antropomorfo.
También se puede apreciar un pájaro azul siendo el logo del IDE BlueJ.